# Aurelio De Laurentiis
Aurelio De Laurentiis (Rim, 24. svibnja 1949.) je poznati talijanski filmski producent. Uz to je predsjednik talijanskog nogometnog kluba SSC Napolija.
Njegov ujak je Dino De Laurentiis, koji je režirao filmove poput Hannibala, Army of Darkness i Red Dragon.

## Filmovi
- La mazzetta (1978.)
- Amici miei, Atto 2 (1982.)
- Maccheroni (1985.)
- Yuppies, i giovani di successo (1986.)
- Codice privato (1988.)
- Leviathan (1989.)
- Vacanze di Natale '91 (1991.)
- Where the Night Begins (1991.)
- Huevos de Oro' (1993.)
- Dichiarazioni- (1994.)
- L'amico d'infanzia  (1994.)
- Men, Men, Men (1995.)
- S.P.Q.R. 2.000 e 1/2 anni fa (1995.)
- I buchi neri (1995.)
- Silenzio si nasce (1996.)
- Festival (1996.)
- L'arcano incantatore (1996.)
- A spasso nel tempo (1996.)
- Vacanze di Natale '95 (1996.)
- Il testimone dello sposo (1997.)
- Incontri proibiti  (1998.)
- Matrimoni (1998.)
- Coppia omicida '(1998.)
- Il cielo in una stanza (1999.)
- Tifosi (1999.)
- Paparazzi (1999.)
- Vacanze di Natale 2000. (2000.)
- Natale sul Nilo (2002.)
- Sky Captain and the World of Tomorrow (2004.)
- Christmas in Love (2004.)
- Che ne sarà di noi (2004.)
- Christmas in Miami  (2005.)
- Manuale d'amore(2005.)
- My Best Enemy (2006.)
- Christmas in NYC

## Vanjske poveznice
- Aurelio De Laurentiis u internetskoj bazi filmova IMDb-u (engl.)